# Bubacua filicis
Bubacua filicis är en insektsart som först beskrevs av Metcalf et Bruner 1936.  Bubacua filicis ingår i släktet Bubacua och familjen dvärgstritar. Inga underarter finns listade i Catalogue of Life.